# Tory Nyhaug
Tory Nyhaug (New Westminster, 17 de abril de 1992) es un deportista canadiense que compite en ciclismo en la modalidad de BMX. Ganó una medalla de plata en el Campeonato Mundial de Ciclismo BMX de 2014, en la carrera masculina.

## Palmarés internacional
| Campeonato Mundial | Campeonato Mundial      | Campeonato Mundial | Campeonato Mundial |
| Año                | Lugar                   | Medalla            | Competición        |
| ------------------ | ----------------------- | ------------------ | ------------------ |
| 2014               | Róterdam (Países Bajos) | Medalla de plata   | Carrera            |